# Paul Gieske
Paulus Alphonsus Maria Gieske  (Leiden, 25 juni 1950) is een Nederlandse acteur.
Hij is een broer van acteur Wilbert Gieske.

## Filmografie
- Gekkenbriefje - Baret (1981)
- Come-Back - Hans (1981)
- De Lift - Caretaker (1983)
- Moord in extase (1984)
- Het wonder van Rotterdam (1984)
- Geschenk uit de hemel (1987)
- Voor niks gaat de zon op (1988) - Zoon
- Medisch Centrum West - Robert Jansen (1988)
- Ziek (1988)
- Sandra - Vader van Robin (1988)
- L'heure Simenon - Mister Brown (1988)
- Kunst en Vliegwerk - Bertus (1989)
- Ha, die Pa! - Agent (1990)
- Goede tijden, slechte tijden - Anton Bering (1991, 1994)
- De Johnsons - Bodyguard (1992)
- Verhalen van de straat (1993)
- 12 steden, 13 ongelukken (1993)
- Westenwind (2000) - Rechercheur Reinders
- De Grot - Faas (2001)
- Ernstige delicten - Oom van der Veer (2002)